# فرودگاه آلفا
فرودگاه آلفا (به انگلیسی: Alpha Airport) یک فرودگاه همگانی با کد یاتا ABH است که یک باند فرود آسفالت دارد و طول باند آن ۱۴۵۶ متر است. این فرودگاه در کشور استرالیا قرار دارد و در ارتفاع ۳۸۳ متری از سطح دریا واقع شده است.